# رواية سترندبرج 3
هذه هي المجموعة الثالثة من الأعمال المختارة للكاتب السويدي سترندبرج (1849-1912) وهو كاتب غزير الإنتاج، له أكثر من خمسين مسرحية، عدا ما قدم من قصص، وقصائد، وسيرة حياة. وقد سبق أن قدمنا له في هذه السلسلة ((الآنسة جوليا))، ((والأب)) ((وثلاثية)) ((الطريق إلى دمشق)).
وإذا كانت النظرة الفلسفية العميقة هي الصفة الغالبة فيما سبق أن قدمنا من مسرحيات سترندبرج، فأن هذه النظرة تسود أيضاً المسرحيات التي يضمها هذا العدد من السلسلة، غير أن هناك أختلافاً جزئياً. إذ بينما تغلب الرمزية والتجرد على مسرحية ((الطريق إلى دمشق)) ، فأن مسرحيتي ((الأقوى)) و((الرباط)) يتميزان بالإغراق في الواقعية، والثانية منهما أملتها ظروف الكاتب الشخصية.
أما مسرحية ((موسيقى الشبح)) فهي فريدة في نوعها. إذ يحاول الكاتب من خلالها أن يستشف في شكل درامي الاضطراب والتمزق الذي تمر به النفس في أضغاث الحلم. والمسرحيات الثلاث على أختلاف أنماطها استمرار للدراسة التي دأب سترندبرج على تقديمها في مسرحه للنفس البشرية في مواقف اجتماعية أو فكرية أو عقيدية مختلفة.

المترجم محمد توفيق مصطفى

## نبذة عن المترجم
محمد توفيق مصطفى(1911-1989) مترجم مصري ، اشتهر بأعماله في ترجمة الكتب والمسرحيات العالمية لكبار الكتاب العالميين إلى اللغة العربية.
تخرج في كلية الحقوق عام 1933، وبعدها التحق بالعمل بوزارة المعارف العمومية (الثقافة والإرشاد القومى فيما بعد). وتدرج في العمل بها حتى درجة وكيل الوزارة حتى عام 1971. واتجه بعدها إلى العمل بالمحاماة.
وقد ترجم العديد من الكتب والمسرحيات العالمية بلغت أربعة عشر كتاب وست مسرحيات.
وقد تبنت الإذاعة المصرية مسرحياته المترجمة في عمل إذاعي بث في حينه.

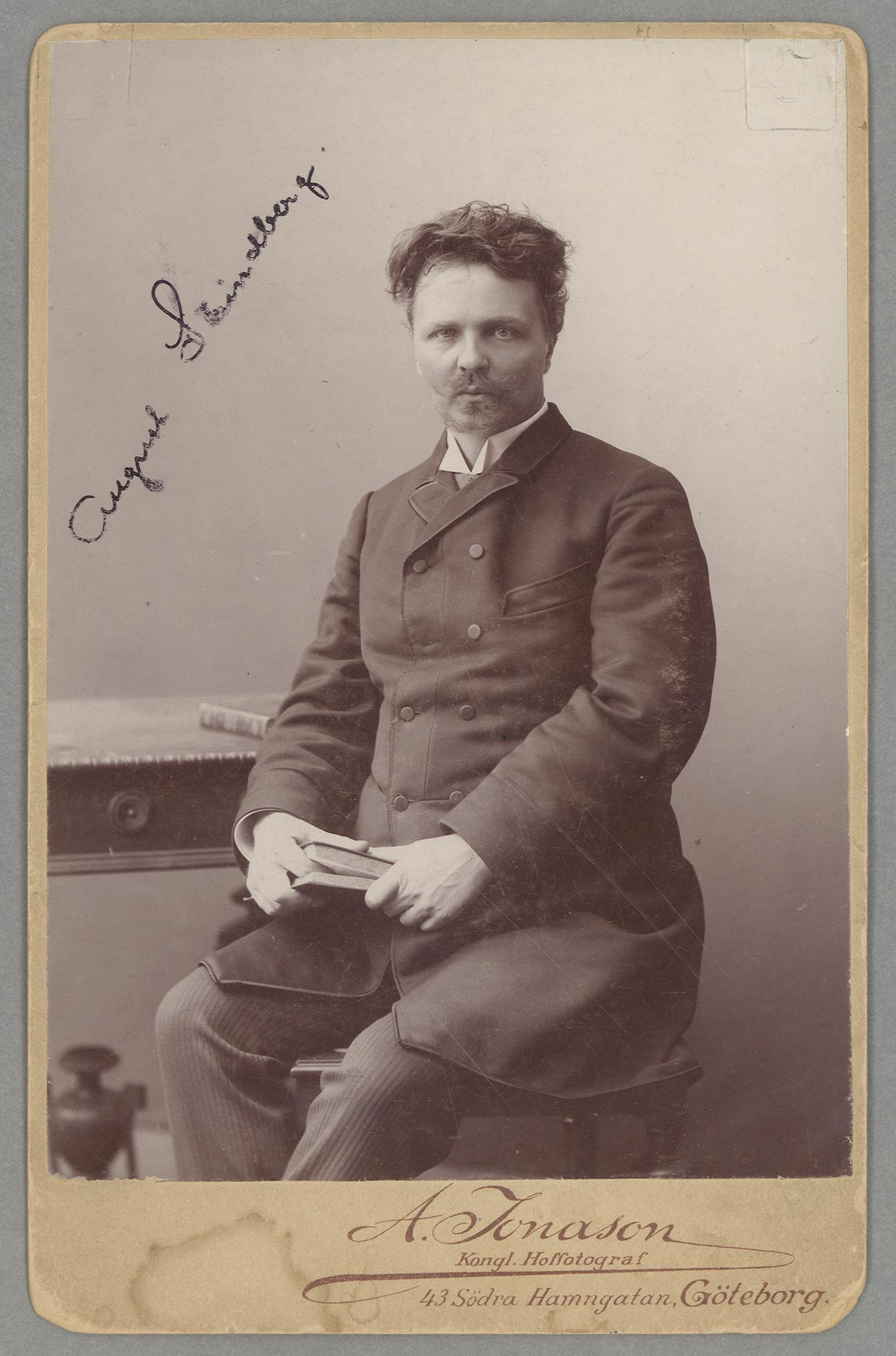
أوغست ستريندبرغ

## المؤلف أوغست ستريندبرغ[6][7]
أوغست ستريندبرغ أو أوجست سترندبرج (بالسويدية : Johan August Strindberg) (1849/1912م) هو روائي وكاتب مسرحي سويدي، عاش حياة حافلة بالإنتاج الغزير وبالأحداث المثيرة والعجيبة وهو من معاصري (هنريك يوهان إبسن Henrik Johan Ibsen) و(أنطون بافلوفيتش تشيخوف Антон Павлович Чехов) وبه يكتمل الثلاثي الرائد الذي قاد حركة المسرح الحديث منذ أواخر القرن الماضي إلى مطالع القرن العشرين، وأعطاه ملامح التجديد فيه. كتب (سترندبرج) أنواعاً عديدة من المسرحيات، فهناك مسرحياته التاريخية ومسرحياته الطبيعية نسبة إلى المذهب الطبيعي ثم مسرحياته الشاعرية الخيالية التي تميز بها بين كتاب عصره، ولعل هذا يعود إلى طبيعة العبقرية والجنون في شخصيته مما جعل حياته وتقلباتها مصدراً من أهم مصادر أعماله الأدبية وجعل دراستها من أهم العوامل لفهم مسرحياته أوغست ستريندبرغ.

## اللغة
العربية

## تاريخ النشر
1972/02/01

## الناشر
وزارة الإعلام – الكويت

## نوع الأدب

غلاف الأمامي للكتاب

الأدب السويدي

## ملخص المسرحيات[8]بقلم المترجم
تتضمن هذه المجموعة من أعمال سترندبرج أربع مسرحيات هي:-
1. مسرحية الأقوى
2. مسرحية الرباط
3. مسرحية الجرائم أنواع
4. مسرحية موسيقى الشبح

وفيما يلي تعريف موجز بكل منها:

### 1-مسرحية الأقوى[9]
العنوان الأصلي للمسرحية The Stronger[بحاجة لمصدر]
تعتبر هذه المسرحية النموذج الفذ للقالب المسرحي الذي ابتدعه سترندبرج وأسماه «مسرحية الحجرة». فهي بحق أقصر مسرحياته وأخصرها. فأما القصر فلأن تنفيذها لا يكاد يستغرق الساعة من الوقت. وأما اختصارها فلأنها تدور على شخصيتين اثنتين نسائيتين وكسر من شخصية ثالثة -أن صح هذا التعبير- حيث ما هي إلا خادمة المقهى تقدم فنجالا من الشوكولاتة ثم تنصرف.
والشخصيتان الرئيسيتان بدورهما أحداهما معطلة لا يصدر عنها طول الوقت إلا إيماءة أو ضحكة أو نظرة. فلا تبقي إلا امرأة واحدة تنفرد بالحديث من أول كلمة في المسرحية حتى آخر كلمة فيها ولذا تخلو المسرحية تماما من الحوار (الديالوج) وتقوم على الخطاب من طرف واحد (المونولوج).
ومع صعوبة تصوير قيام البناء الدرامي على مثل هذه الركيزة المنفردة فقد أجمع النقاد المسرحيون على أنها ((درة المونولوج المسرحي)) وليس في إجماعهم هذا أدنى مبالغة في الواقع - فحديث السيدة المنفرد يظل يتمشى بك من طور إلى طور حتى يصل إلى ذروة الوقائع الدرامية دون وصل أو فصل أو افتعال. وأنما تكمن براعته في بساطته، ويتخفى سحره تحت سذاجته.
على أن مهارة سترندبرج أتاحت له وهو يستخرج من الشخصية الصامتة إيماءة وضحكة ونظرة، في توقيت محكم، أن يجعل من هذه الحركات البسيطة الثلاث أحداثا هامة واضحة التأثير في سير السبق العام للمسرحية وفي حفزه وتوجيهه.
وقد كتب سترندبرج هذه المسرحية في سنة 1889، ومع أنه لم يقرن عنوانها بوصف - على غير مألوف عادته- فأننا نستطيع أن نعتبرها كوميديا إنسانية ولعلها أظرف كوميدياته جميعاَ.
شخصيات المسرحية :
- السيدة س ممثلة متزوجة
- الآنسة ي ممثلة غير متزوجة
- خادمة

### 2- مسرحية الرباط (مأساة في فصل واحد)
العنوان الأصلي للمسرحية The Link
في سنة 1875 طلقت الممثلة سيرى فون زوجها البارون رانجل وتزوجت من سترندبرج، وكان هذا هو زواجه الأول.
وقد أثمر هذا الزواج ثلاثة أطفال، ودام ستة عشر عاماً ثم آذن آخر الأمر بالانتهاء، حيث لجأ الزوجان في سنة 1891 إلى القضاء وحصلا على حكم بالانفصال لمدة سنة توطئة لإيفاع الطلاق. غير أن المحكمة حكمت في الوقت نفسه بضم الأطفال إلى أمهم، فأصاب ذلك سترندبرج بطعنة دامية في عاطفة الأبوة التي كانت قوية عنده. فما لبث في سنة 1892 أن أفرغ تلك التجربة في مسرحيته ((الرباط))، وبث فيها مختلف لواعجه في وقفته أمام القضاء:
((القوانين ناقصة إلى حد بعيد، والسوابق القضائية غير مستقرة، والطبيعة البشرية فياضة بالزيف والرياء ... كيف يستطيع القاضي أن يكون أي رأي قاطع؟)).
((ولما كان كل شيء آخر على وجه الأرض ناقصاً، فما من سبب يدعونا لأن نتوقع الكمال من القضاء)).
((أن عادة الكذب لصيقة كالخطيئة الأولى. وأنا أعتقد أن كل البشر يكذبون. فنحن، ونحن أطفال، نكذب بباعث الخوف، ونحن كبار بباعث المصلحة أو الحاجة أو غريزة حفظ الذات. ولقد عرفت أناساً كذبوا بباعث العطف الخالص)).
ثم مضي سترندبرج بعد ذلك يسخر من جمود القوانين وجمود عقليات بعض المتصدين لتطبيقها، ورسم صورة كاريكاتورية خلابة فكهة لإجراءات المحاكمات، واتجاهات المحامين، وانحرافات الشهود، وميل المحلفين مع الهوى، إلى غير ذلك مما تصوره من شوائب قضيته.
ومن ثم تناول ((البارونة))، بطلة المسرحية -وهو لقب زوجته من زوجها الأول البارون فون رانجل- فعرض بها تعريضا شديداً، وسخر منها سخرية بالغة، وأسند إليها من الشين ما يغلب على الظن أنه استقاه كسائر وقائع مسرحياته من أصول حقيقية في حياته وحياتها معه.
والشيء الغريب الذي يسجله تاريخ سترندبرج أن سيرى فون أسن، رغم الانفصال والطلاق، ورغم مسرحيته ((الرباط))، بقيت على علاقة اجتماعية وفنية معه، فكانت تساكنه لا كزوجة، ولكن كصديقة سابقة، وكانت عضوا في فرقته المسرحية الخاصة التي شكلها لتنفيذ مسرحياته.
شخصيات المسرحية
| القاضي -27سنة           |        | The Judge                      |
| راعى الكنسية – 60 سنة   |        | The Pastor                     |
| البارون -42 سنة         |        | The Baron                      |
| البارونة – 40 سنة       |        | The Baroness                   |
| الكستاندر اكلوند        |        | Alexander Eklumd               |
| امانويل ويكبرج          |        | Emmanuel Wickberg              |
| كارل جوهان سيوبرج       |        | Carl Johan Syoberg             |
| اريك اوتوبومان          |        | Eric Otto Boman                |
| ايرنفريد سودربرج        |        | Arenfred Soderbrg              |
| ادلوف اندرسون ويك       | محلفون | Adolf Andersson of Wik         |
| كارل بيتر اندرسون بيرجا | Jurors | Cael Peter Anddersson of Berga |
| اكسل والين              |        | Axel Wallin                    |
| اندرس اريك روث          |        | Anders Eric Ruth               |
| سوين اوسكار ارلين       |        | Swen Oscar Erlin               |
| اوجست الكساندر فاز      |        | August Alexander Vas           |
| لودفيج أوستمان          |        | Lubrig Ostman                  |
| كاتب المحكمة            |        | The Clerk of the Court         |
| رئيس الشرطة             |        | The Sheriff                    |
| الكونستابل              |        | The Constable                  |
| المحامى                 |        | The Lawyer                     |
| الكساندرسون – فلاح      |        | Alexandersson                  |
| آلما جونسون – خادمة     |        | Alma Johnsson                  |
| بائعة اللبن             |        | The Milkmaid                   |
| عامل بالمزرعة           |        | The Farm Hand                  |
| مشاهدون                 |        | Spectators                     |

### 3-مسرحيةالجرائمأنواع (كوميديافي أربعة فصول)
العنوان الأصلي للمسرحية There Are Crimes and Crimes
بعض الجرائم تقع سافرة صريحة ضد القانون وضد المجتمع، فينال مرتكبوها ما هو مقرر من العقاب. ولكن كثيراً من الجرائم، وقد تكون غاية في البشاعة، لا يتناولها نص القانون بالتحريم، وكثيراً غيرها يفلت فيه المجرم من براثن الأجهزة القائمة على تنفيذ القانون فينجو من العقوبة، نجاة أبدية أو مؤقتة لفترة تطول أو تقصر.
وأمام الطائفتين الأخيرتين من الجرائم قد تضطرب موازين العدالة الدنيوية، وتغلب نوازع الشر حيث ينعم مرتكبوه بثماره دون معقب. ولكن عدالة الله أقامت على كل نفس حسيبا هو الضمير، وجعلت له طرائق في القصاص والعقاب قد تختلف عن الوسائل الأرضية في الشكل والمضمون ولكنها قد تفوقها، وفي معظم الأحيان، في المغزى والمحصل.
فمن الجرائم ما يدفع بمرتكبه إلى الانتحار فراراً من الحياة ذاتها رغم اطمئنانه التام إلى خفاء أمره وعدم إمكان كشف جريمته. ومنها ما ينغص على صاحبه حياته فيحيلها جحيما لا هناءة فيه بنعمة ولا لذة لمجد أو انتصار. ومنها ما يحمل صاحبه في طريق التوبة والكفارة فيصرفه عن متع الأرض وآفاق المجتمع إلى عزلة يجتر فيها جنايته ما بقيت فيه حياة.
وكل هذه الصور، وغيرها كثير، تؤكد قاعدة العدالة الأبدية، من أن كل جناية هي بذاتها عقوبة لمرتكبها. وهذه هي الفكرة التي عالجها سترندبرج في هذه المسرحية بطريقة واقعية تمتزج فيها الدوافع السيكولوجية بالنوازع الروحية.
والمسرحية بدورها -كسائر مسرحيات سترندبرج- هي بضعة من سيرته الذاتية. فوقائعها تجرى في أماكن عاش فيها هو نفسه، والبطل مؤلف مسرحي له الكثير من أطوار سترندبرج الغريبة وتصرفاته. أما الشعور بالذنب وتعذيب النفس اللذان يسودان المسرحية فهما الظاهرتان المسيطرتان على مزاج سترندبرج طوال حياته.
وقد كان لشخصيات مدام كاثرين وهنرييت والقسيس أصول حية من القوم الذين عاشرهم سترندبرج في الفترة التي عاشها في باريس التي جرت فيها أحداث المسرحية.
ومن مؤثرات المسرح الباريسي الواضحة في هذه المسرحية سرعة تتابع الأحداث وتعاقب الحوار، الأمر الذي بدأ يتخذ مكانا واضحا في مسرحياته التالية التي كتبها بعد أن رحل من فرنسا وعاد إلى وطنه في السويد.
شخصيات المسرحية
| موريس           | مؤلف مسرحى          | Maurice, a playwright                         |
| جين             | صديقته              | Jeanne, his Mistress                          |
| ماريون          | ابنته. سن خمس سنوات | Marion their daughter, aged Five              |
| ادولف           | مصور                | Adolphe, An Artist                            |
| هنرييت          | صديقته              | Henriette, his Mistress                       |
| اميل            | عامل. أخو جين       | Emile, Jeanne’s brother, a Workman            |
| مدام كاثرين     |                     | Madam Catherine, proprietress of the Cremerie |
| القسيس          |                     | Abbe                                          |
| حارس المقابر    |                     | A Keeper, in the Cemetery                     |
| رئيس خدم المقهى |                     | The Head Waiter                               |
| شرطى            |                     | The Commessaire                               |
| ضابطا مباحث     |                     | Two Detective                                 |
| خادم المقهى     |                     | A Waiter                                      |
| حارس            |                     | A Keeper                                      |
| خادمة           |                     | A Serving Girl                                |

### 4-مسرحية موسيقى الشبح
العنوان الأصلي للمسرحية The Spook Sonata[بحاجة لمصدر]
كتب سترندبرج هذه المسرحية في سنة 1907، وهي تعتبر أشهر مسرحيات الحجرة التي ألفها، والتي كتبها خصيصا لتمثل على مسرحه الخاص في ستوكهولم. وقد استخدم فيها رموز الأحلام وإيماءات الروحانيات التي تبدو بها الرؤى الخيالية في ثوب الحقائق، وتتحقق الأوهام. غير أنه أضاف إليها الرؤية الشاعرية الرقيقة والتكنيك الطبيعي.
وقد استطاع سترندبرج بهذه الوسائل المترابطة أن يكشف في مسرحيته هذه الكثير من أعمق أسرار النفس الإنسانية في مجال الشر والفضيحة. فلم يكد يبرى ء شخصية واحدة من أبطالها من خفايا مكتومة يحمر لها وجه الإنسانية خجلا.
يقول الطالب البرئ الذي أراد العجوز -بطل المسرحية- أن يغويه ليسخره في تنفيذ أغراضه:
((أنا لا أهتم بالشهرة. فالمادح وراء القادح على الدوام. وفن النيل من الناس قد هبط إلى درك سحيق ..)).
فيقول له العجوز:
((لقد أنقذت أباك من الكارثة فجازاني بكل الكراهية المريرة التي تتولد عن الالتزام بالعرفان..)) ويظهر آخر الأمر أن هذا الإنقاذ لم يكن إلا فرية اختلقها ذلك العجوز الذي يصفه خادمه للطالب بقوله:
((أنه انتهازي .. أنه يريد القوة. أنه يقضي اليوم كله متجولا في عربته كما يفعل الآله ((ثور)) نفسه، يتطلع إلى البيوت ويسقطها، ويفتح شوارع جديدة ويبنى الساحات، ولكنه يقتحم البيوت أيضا، ويتلصص من النوافذ، ويدمر مصائر البشر، ويقتل أعداءه، ولا ينسى أبداً)).
ويظهر في المسرحية كولونيل يحمل لقب النبالة فيتضح أولا أنه ليس كولونيل أصلا، ثم يكشف له العجوز وثيقة تدل على أن الأسرة النبيلة التي يدعى الانتساب إليها قد انقرضت منذ مائة عام. فلا يلبث أن يتعرى هذا الإنسان بدوره من كل المظاهر التي أحاط بها نفسه ما عاش. ويمضي العجوز قائلا له:
((ولكن ما دامت تعريتك جارية فاخلع هذا الشعر المستعار وأنظر إلى وجهك في المرآة، بل وأخلع أسنانك في نفس الوقت، واحلق شاربك، ودع الخادم يفك مشداتك المعدنية، وإذ ذاك لعل خادما ذليلا يتميز نفسه)).
وهكذا يتضح أن الكولونيل لم يكن إلا خادما يسرق الأطعمة من صواوين المطبخ، وقد اختفى بجريمته من وجه القانون.
وفي تعليق على هذا الموقف يقول سترندبرج:
((أن الطبيعة نفسها قد أودعت في البشر أحساسا من الحياء ليستهدف ستر كل ما يجب أن يبقى مستورا، ولكننا نزل في بعض المواضيع عن غير قصد. وبالمصادفة أحياناً ينكشف أعمق الأسرار، ويتمزق قناع الأعياء، ويتعرى الأوغاد)).
شخصيات المسرحية
| العجوز هامل: مدير احدى الشركات                                                              | The Oldman, Hummel, a Company Director                                                                      |
| الطالب آركنهولتز                                                                            | The Student, Arkenholtz                                                                                     |
| بائعة اللبن: شبح                                                                            | The Milkmaid, an Apparition                                                                                 |
| الحارس                                                                                      | The Caretaker                                                                                               |
| السيدة في الثياب السوداء: ابنة زوجة الحارس والرجل المتوفى، ويشار إليها كذلك بالسيدة الغامضة | The Lady in Black, the daughter of the Care-taker’s Wife and the Dead Man also referred to as the Dark Lady |
| الكولونيل                                                                                   | The Colonel                                                                                                 |
| المومياء زوجة الكولونيل                                                                     | The Mummy, the Colonel’s wife                                                                               |
| الفتاة: ابنة الكولونيل، والواقع أنها ابنة العجوز                                            | The Girl the Colonel’s daughter, actually the daughter of the Old man                                       |
| الارستقراطى: البارون سكانسكورج، خطيب السيدة الغامضة                                         | The Aristocrat, Baron SKanskorg Engaged to the Lady in Black                                                |
| جوهانسون: خادم الرجل العجوز                                                                 | Johansson, The Old man’s Servant                                                                            |
| بنجتسون : خادم الكولونيل                                                                    | Bengtsson, the Colonel’s Servant                                                                            |
| الخطيبة: امرأة شيباء الرأس، كانت في وقت ما زوجة الرجل العجوز                                | The Fiancee, a white-haired old woman, once betrothed to the Old Man                                        |
| الطاهية                                                                                     | The Cook |
| خامة                                                                                        | A Maidservant                                                                                               |
| بعض المتسولين                                                                               | Beggars |

## عدد الصفحات
331

## ترجمة وتقديم
محمد توفيق مصطفى